# Franz Stänner
Franz Stänner (* 14. Februar 1949 in Ahlen; † 14. Mai 2023 in Magdeburg) war ein deutscher Journalist und Berater. Er war von 1998 bis 2002 Regierungssprecher und davor von 1994 bis 1998 stellvertretender Regierungssprecher des Landes Sachsen-Anhalt.

## Leben
Stänner studierte Politikwissenschaft und Lehramt. Er war Mitarbeiter des Deutschen Journalisten-Verbandes, dort fünf Jahre lang Chefredakteur der Zeitschrift Journalist, und erlernte dabei das journalistische Handwerk. Er kündigte Mitte 1984 beim Deutschen Journalisten-Verband aufgrund der Absage des Verbandes an weitere Mediengewerkschaftsverhandlungen und wurde im selben Jahr Pressesprecher der grünen Bundestagsfraktion, Mitglied der Partei war er nicht. Dann arbeitete er als Pressesprecher und Leiter des Werbeamtes der Stadt Aachen.
Im Sommer 1994 wurde Stänner unter der rot-grünen Minderheitsregierung (Magdeburger Modell) von Ministerpräsident Reinhard Höppner (SPD) zum stellvertretenden Regierungssprecher des Landes Sachsen-Anhalt ernannt. Im Jahr 1998 stieg er zum Regierungssprecher der zweiten Regierung Höppners auf. Im Zuge der Wahl des Ministerpräsidenten Wolfgang Böhmer (CDU) im Jahr 2002 schied er aus dem Amt aus.
Ab 2004 war er Pressesprecher der Stadt Halle (Saale), dann Pressesprecher der SPD-Landtagsfraktion Sachsen-Anhalt und sodann Leiter des Bereichs Presse- und Öffentlichkeitsarbeit unter dem stellvertretenden Ministerpräsidenten und Minister der Finanzen des Landes Sachsen-Anhalt, Jens Bullerjahn (SPD).